# Rijkshof Lustenau
De Rijkshof Lustenau was een tot de Zwabische Kreits behorende rijkshof binnen het Heilige Roomse Rijk.
In 1180 verwierven de Hohenstaufen Lustenau van de graven van Pfullendorf. Hierdoor behoorde Lustenau tot de rijksgoederen. Van 1291 tot 1311 hoorde Lustenau tot het keizerlijk landgericht in het Rijndal en de Pirs met als zetel het later door de Rijn verzwolgen Fischerhausen.
Voor of in 1323 werd Lustenau verpand aan het graafschap Werdenberg. De directe band tussen de ingezetenen van Lustenau en het keizerrijk bleef echter bestaan en werd van 1334 tot 1521 steeds door de keizers bevestigd. 
Op 20 april 1395 verpandde het graafschap Werdenberger de Hof Lustenau met alle daarmee verbonden rechten aan ridder Ulrich II van Ems. De ridders van Ems breidden het pandschap op 2 maart 1526 uit tot een aankoop. Nadat de ridders in 1560 tot rijksgraaf waren verheven, noemden ze zich graaf van Hohenems. Op 6 januari 1593 werd het op de linker Rijnoever gelegen Widnau-Haslach van Lustenau afgesplitst.
Op 16 maart 1759 stierf met Frans Willem III de mannelijke linie van het huis Hohenems uit. Het graafschap Hohenems viel als vrijgekomen leen terug aan het Rijk, terwijl Lustenau als allodiaal goed ook in vrouwelijke linie kon worden vererfd. Gravin Maria Rebekka van Harrach-Hohenems en Rohrau, dochter van Frans Willem, moest haar erfenis van 1766 tot 1786 bij de Rijkshofraad in Wenen verdedigen tegen de aanspraken van Oostenrijk. Op 22 maart 1790 werd een staatsverdrag tussen Oostenrijk en Lustenau geratificeerd, waarin Oostenrijk Lustenau als zelfstandig gebied in eigendom van gravin Maria Rebekka erkende.
Toen Vorarlberg in de Vrede van Presburg van 26 december aan het koninkrijk Beieren kwam, viel Lustenau daar uiteraard buiten. Na de dood van gravin Maria Rebekka van Harrach-Hohenems op 18 april 1806 kwam Lustenau aan haar dochter Maria Walburga.
Na de opheffing van het Heilige Roomse Rijk op 6 augustus 1806 was Lustenau voor een paar weken een volledig onafhankelijke staat onder gravin Maria Walburga. Op 1 september 1806 mediatiseerde Beieren het graafschap Lustenau. In 1809 maakte Beieren een eind aan de rechten van de gravin, maar in 1811 werd de oude situatie grotendeels hersteld. In 1813 verkocht de gravin Lustenau aan haar echtgenoot, graaf Clemens van Waldburg-Zeil-Lustenau-Hohenems.
Toen Vorarlberg in 1814 terugviel aan Oostenrijk, bleef Lustenau bij Beieren, want Lustenau was nog steeds geen deel van Vorarlberg. Oostenrijkse troepen bezetten echter Lustenau en Oostenrijk annexeerde het gebied. Graaf Clemens bleef wel de rechterlijke macht uitoefenen: Lustenau was het enige gemediatiseerde gebied binnen de monarchie.
Na de dood van graaf Clemens op 10 maart 1817 volgde zijn adoptief-zoon Maximiliaan. Deze bood in 1827 aan van zijn rechten af te zien. Op 22 maart werd Lustenau definitief deel van Oostenrijk.